# Chris Kyle
Christopher Scott Kyle (8 tháng 4 năm 1974 – 02 tháng 02 năm 2013) là Cựu biệt kích hải quân Mỹ (SEAL), xạ thủ bắn tỉa đang nắm kỷ lục hạ kẻ địch ở Iraq. Christopher được coi là xạ thủ bắn tỉa nguy hiểm số một trong lịch sử quân sự Mỹ với 160 lần bắn hạ kẻ địch có đồng đội chứng kiến. Nếu tính các trường hợp chưa được xác nhận, số nạn nhân của Kyle có thể lên tới 255 người. Kẻ địch không thể hạ Kyle trong suốt 4 lần ông rời Mỹ tới tham chiến ở Iraq. Chris Kyle là tác giả của cuốn hồi ký bán chạy nhất mang tên Lính bắn tỉa Mỹ.

## Bê Bối
Christ Kyle từng bị kiện bởi Jesse Ventura cho những câu chuyện bịa đặt của Kyle viết trong cuốn American Sniper.Cụ thể,Ventura bác bỏ chuyện Christ Kyle đã đấm vào mặt ông khi đang tranh cãi trong một quán bar,thậm chí ông nói còn không hề quen biết Christ Kyle.Ventura chỉ trích việc Christ Kyle lôi ông vào nhằm đánh bóng tên tuổi và bán sách khiến nhân phẩm của ông bị xúc phạm.

## Tiểu sử
Sinh ra trong một gia đình nông dân ở Odessa, bang Texas, Kyle được cha cho làm quen với súng từ năm lên 8 tuổi. Họ thường đi săn chim và thú trong rừng. Sau khi trưởng thành, Kyle tiếp tục gắn bó với cuộc sống nông thôn cho tới khi bị chấn thương nặng ở tay. Vết thương được chữa lành, Kyle quyết bỏ nghề nông theo nghiệp nhà binh. Tuy nhiên, văn phòng tuyển dụng của Thủy quân lục chiến Mỹ từ chối nhận Kyle vì vết thương ở tay.
Ông được một chuyên viên hướng dẫn đăng ký gia nhập lực lượng đặc biệt và được chiêu mộ vào Biệt kích Hải quân Mỹ (SEAL) năm 1999. Kyle được phân về biên chế đội 3 của SEAL và được đào tạo chuyên sâu về bắn tỉa. Nạn nhân đầu tiên của ông là một phụ nữ cố tiếp cận nhóm thủy quân lục chiến Mỹ với một quả lựu đạn trong tay, trên tay người phụ nữ còn có một đứa trẻ. Kyle đã quyết định siết cò hạ mục tiêu.
Trong năm 2008, khi đoàn xe của Mỹ chuẩn bị tiến vào vị trí phục kích của kẻ địch, Kyle đã hạ mục tiêu ở khoảng cách 2.100 yard (tương đương 1.911 m). Kẻ bị tiêu diệt chuẩn bị nã đạn súng phóng lựu vào đoàn xe quân sự của Mỹ. Một năm sau, ông rời Hải quân và làm việc cho một công ty chuyên đào tạo chiến thuật cho quân đội và lực lượng thực thi pháp luật Mỹ ở Texas, nơi ông sống cùng vợ và hai con.

## Cái chết
Chiều ngày 2 tháng 2 năm 2013, Kyle và một cựu binh khác là Chad Littlefield đã thiệt mạng trong vụ xả súng ở trường bắn tại Glen Rose, Texas. Khoảng 4 giờ sau đó, cảnh sát bắt giữ nghi phạm Eddie Ray Routh, 25 tuổi, ở khu vực cách hiện trường vụ xả súng khoảng 150 km. Nghi can cũng là người từng phục vụ trong quân đội Mỹ. Kyle và Littlefield đưa Routh tới trường bắn ở Glen Rose nhằm giúp cựu binh trẻ phục hồi rối loạn và căng thẳng sau thương chấn.
Cảnh sát chưa thể xác định được động cơ khiến Routh nổ súng sát hại hai người muốn giúp đỡ mình. Routh bị bắt sau khi y đâm vào một chiếc xe cảnh sát trên đường trốn chạy. Ngay sau khi bị bắt, Eddie Ray Routh bị cáo buộc hai tội danh giết người và bị giam tại nhà tù hạt Erath với khoản tiền bảo lãnh 3 triệu USD. Người ta ấn định phiên tòa xét xử Routh diễn ra vào ngày 5 tháng 5 năm 2014 nhưng nó đã bị hoãn tới tháng 2 năm 2015.

## Di sản
Trong suốt sự nghiệp, Kyle bị thương 2 lần trong 6 lần tham gia các chiến dịch lớn. Ông nhận nhiều huy chương của Hải quân và Thủy quân Lục chiến Mỹ. Tuy nhiên, kẻ thù gọi Kyle là “Ác quỷ của Ramadi” và treo thưởng khoản tiền USD lên tới sáu con số cho tính mạng của ông. Sau khi qua đời năm 2013, cuốn hồi ký “Lính bắn tỉa Mỹ” của Kyle nhanh chóng trở thành cuốn sách bán chạy nhất tại Mỹ.
Một ngày trước khi an táng Kyle, người ta tổ chức lễ tưởng niệm ông ở sân vận động Cowboys tại Arlington, Texas. Rất nhiều người đã đổ ra đường tiễn biệt Kyle khi đoàn xe tang thực hiện lộ trình dài 320 km đưa ông về nơi an nghỉ cuối cùng hôm 12 tháng 2 năm 2013. Cuối năm 2014, bộ phim “Lính bắn tỉa Mỹ” dựa theo cuốn tự truyện của Kyle đã được công chiếu. Bradley Cooper, diễn viên thủ vai Chris Kyle, được đề cử giải Oscar cho Nam diễn viên chính xuất sắc nhất trong khi “Lính bắn tỉa Mỹ” được đề cử giải Phim hay nhất.